# Sterling Motor Cars

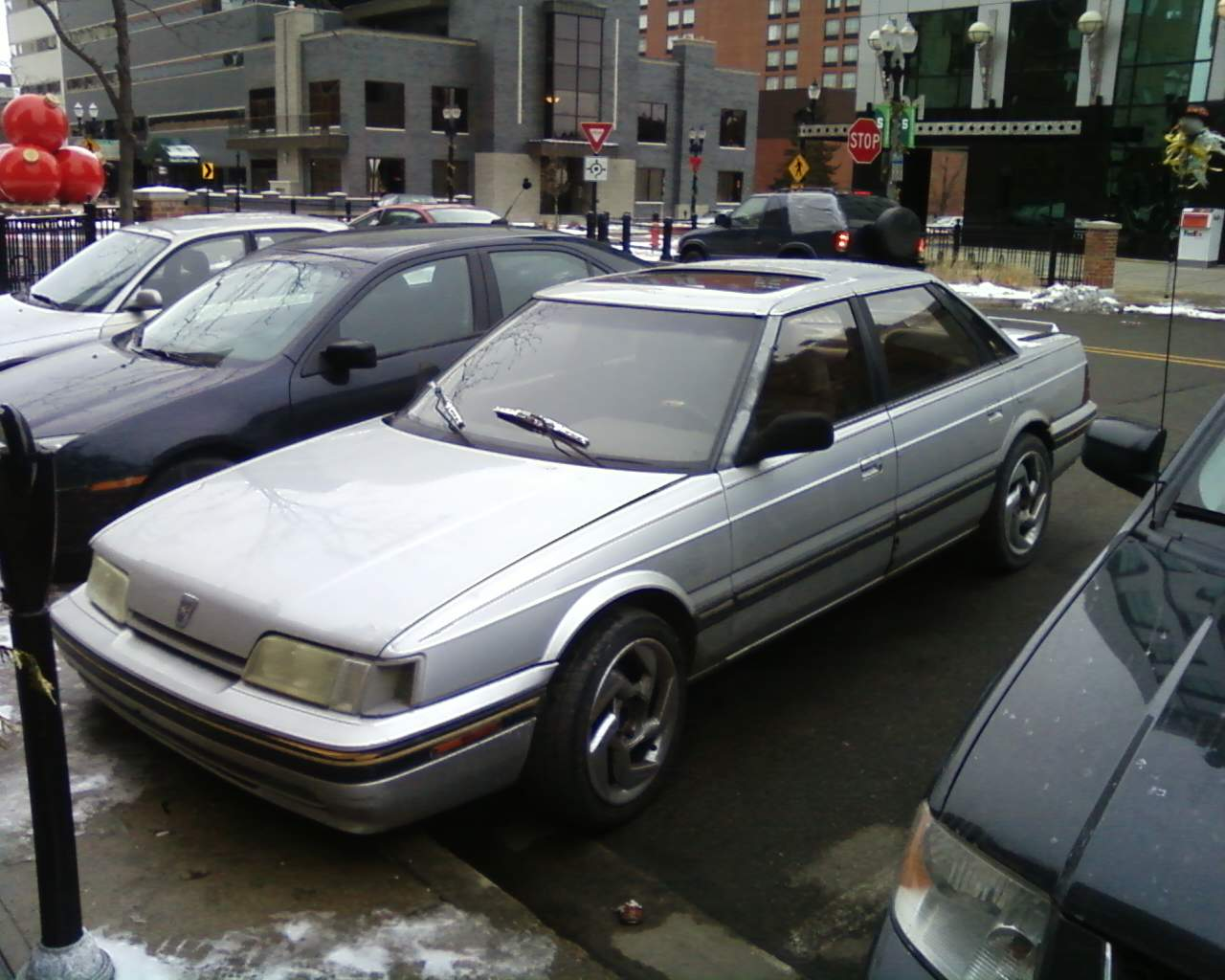
Sterling 825

Sterling Motor Cars – amerykański producent samochodów osobowych z siedzibą w Miami działający w latach 1987–1991. Należał do brytyjskiego koncernu Rover.

## Historia
W drugiej połowie lat 80. ówczesny brytyjski koncern Rover Group zdecydował się ponownie zaznaczyć swoją obecność w Ameryce Północnej po tym, jak między 1980 a 1981 rokiem bez powodzenia oferowano w Stanach Zjednoczonych model SD1 jako Rover 3500. Tym razem dla tego regionu specjalnie utworzono dedykowaną markę dla wyselekcjonowanych produktów Rovera, które w 1987 roku rozpoczęto eksportować z Anglii do Stanów Zjednoczonych i Kanady jako Sterling.
Oferta Sterlinga została utworzona przez flagowego Rovera serii 800 w dwóch wariantach nadwoziowych o odrębnych nazwach: model sedan otrzymał nazwę Sterling 825, z kolei liftback zyskał nazwę Sterling 827. Początkowo marka została entuzjastycznie przyjęta przez recenzentów i media motoryzacyjne, a sprzedaż w pierwszym roku wyniosła 14 tysięcy sztuk. W dłuższej perspektywie Sterlingi zdobyły jednak negatywną reputację z powodu m.in. dużego stopnia awaryjności, co przełożyło się na szybko spadającą roczną sprzedaż już po dwóch latach spadającą poniżej pułapu 10 tysięcy sztuk. W rezultacie - w sierpniu 1991 roku Rover Group pogrążone w kryzysie zdecydowało się zakończyć eksport Roverów do USA i Kanady, likwidując markę Sterling w tym samym roku.

## Modele samochodów

### Historyczne
- 825 (1987–1991)
- 827 (1987–1991)